# فاغنر دا سيلفا ساشي
فاغنر دا سيلفا ساشي (9 يناير 1978 في البرازيل – )؛ هو لاعب كرة قدم سابق كان يلعب كلاعب وسط.

## وصلات خارجية
- فاغنر دا سيلفا ساشي على موقع رابطة كرة القدم اليابانية للمحترفين (اليابانية)